# Podnoszenie ciężarów na Letnich Igrzyskach Olimpijskich 2012 – waga do 75 kg kobiet
Rywalizacja kobiet w podnoszeniu ciężarów w kategorii do 75 kilogramów była jedną z konkurencji rozgrywanych podczas XXX Igrzysk Olimpijskich w Londynie. 
Zawody odbyły się 3 sierpnia w ExCeL.
Podczas rywalizacji w rwaniu dwukrotnie ustanawiano rekord olimpijski. Najpierw wynikiem 130 kg dokonała tego Swietłana Podobiedowa, a zaraz po niej ciężar o kilogram większy wyrwała Natalja Zabołotna. Podobna sytuacja była w podrzucie. Rosjanka najpierw wynikiem 155 kg ustanowiła rekord olimpijski w podrzucie, co dało jej również rekord w dwuboju - 286 kg. Zaraz po niej reprezentantka Kazachstanu podrzuciła 156 kg i tym samym wyrównała rekord w dwuboju. W trzeciej kolejce Zabołotna znów pobiła rekord wynikiem 160 kg. Jej przeciwniczka by zwyciężyć musiała podrzucić co najmniej kilogram więcej. Tak też się stało, a ponieważ obie panie uzyskały ten sam rezultat, złoto trafiło do lżejszej Swietłany Podobiedowej, a rekord olimpijski w dwuboju zaliczony został Natalji Zabołotnej.

## Terminarz
| Data                    | Czas  | Runda   |
| ----------------------- | ----- | ------- |
| Piątek, 3 sierpnia 2012 | 12:30 | Grupa B |
| Piątek, 3 sierpnia 2012 | 15:30 | Grupa A |

## Rekordy
Tabela przedstawia rekordy olimpijski oraz świata w tej konkurencji.
| Rekord świata     | Dwubój  | Natalja Zabołotna (RUS)     | 296 | Biełgorod, Rosja | 17.12.2011 |
| Rekord świata     | Rwanie  | Natalja Zabołotna (RUS)     | 135 | Biełgorod, Rosja | 17.12.2011 |
| Rekord świata     | Podrzut | Nadieżda Jewstiuchina (RUS) | 163 | Paryż, Francja   | 09.11.2011 |
| Rekord olimpijski | Dwubój  | Cao Lei (CHN)               | 282 | Pekin, Chiny     | 15.08.2008 |
| Rekord olimpijski | Rwanie  | Cao Lei (CHN)               | 128 | Pekin, Chiny     | 15.08.2008 |
| Rekord olimpijski | Podrzut | Cao Lei (CHN)               | 154 | Pekin, Chiny     | 15.08.2008 |

## Wyniki
W przypadku takiego samego wyniku wyżej klasyfikowana była zawodniczka lżejsza.
| Poz. | Zawodniczka           | Rwanie | Rwanie | Rwanie | Podrzut | Podrzut | Podrzut | Wynik | Uwagi |
| Poz. | Zawodniczka           | 1      | 2      | 3      | 1       | 2       | 3       | Wynik | Uwagi |
| ---- | --------------------- | ------ | ------ | ------ | ------- | ------- | ------- | ----- | ----- |
|      | Lidia Valentín        | 115    | 115    | 120    | 140     | 145     | 148     | 268   |       |
|      | Abir Abdulrahman      | 112    | 116    | 118    | 140     | 148     | 151     | 258   |       |
|      | Madias Nzesso         | 105    | 110    | 115    | 131     | 136     | 140     | 246   |       |
| 4.   | Ewa Mizdal            | 100    | 102    | 104    | 127     | 132     | 133     | 231   |       |
| 5.   | Jaqueline Ferreira    | 95     | 100    | 102    | 121     | 126     | 128     | 230   |       |
| 6.   | María Valdés          | 96     | 100    | 100    | 120     | 127     | 131     | 223   |       |
| 7.   | Lim Jih-Ye            | 97     | 102    | 103    | 125     | 126     | 132     | 223   |       |
| 8.   | Thuraia Sobh          | 80     | 86     | 91     | 105     | 113     | 115     | 201   |       |
| 9.   | Khadija Mohammad      | 47     | 51     | 53     | 53      | 58      | 62      | 113   |       |
| -    | Nadieżda Jewstiuchina | 125    | 125    | 125    | -       | -       | -       | DNF   |       |
| DSQ  | Swietłana Podobiedowa | 126    | 126    | 130    | 150     | 156     | 161     | 291   |       |
| DSQ  | Natalja Zabołotna     | 125    | 128    | 131    | 147     | 155     | 160     | 291   |       |
| DSQ  | Iryna Kulesza         | 116    | 121    | 125    | 140     | 145     | 148     | 269   |       |